# Crăciunești (okręg Marmarosz)
Crăciunești (ukr. Кричунів, Kryczuniw) – wieś w Rumunii, w okręgu Marmarosz, w gminie Bocicoiu Mare. W 2011 roku liczyła 1331 mieszkańców.